# Теребуж (приток Тускаря)
Тере́буж — река в Щигровском районе Курской области России, правый приток реки Тускарь.
Длина реки составляет 14 км, площадь водосбора — 74 км². Исток Теребужа расположен около Толубеевки севернее деревни Вышний Теребуж в северо-западной части Щигровского района. Течёт в основном на юг. Правым притоком является ручей Ольховатый, который берёт начало в овраге Титарова лощина северо-западнее Вышнего Теребужа. Устье Теребужа находится в 87 км по правому берегу Тускаря на высоте 182 м над уровнем моря у северной окраины Пожидаевки. Ледостав на реке приходится на ноябрь-декабрь, вскрытие ото льда во второй половине марта — первой половине апреля. Мягкий климат, тёплое лето, живописный рельеф с лесными массивами в районе реки Теребуж формируют благоприятные условия для проживания и организации отдыха.

## Название
По мнению доктора филологических наук Л. В. Куркиной название реки Теребуж восходит к глаголу «теребить» (*terbiti): этап подготовки лесного участка, когда с поваленных деревьев обрубали сучья. Кандидат филологических наук И. Н Хрусталёв предположил, что название восходит к глаголу «корчевать» (сравните бел. церабі́ць — «прорубать, прочищать лес»; словен. trebiti — «корчевать», укр. теребі́вля — «место, очищенное от зарослей») и зафиксированному в русских говорах апеллятиву «тереб» — «расчищенная от кустарника под пашню земля».

## Исторические сведения
По территории вдоль Теребужа проходило одно из ответвлений Пахнутцева шляха (Пахнутцева дорога) — один из исторических путей крымско-ногайских набегов на Русь. В 1595 году в верховье Теребужа была построена «сторожа» — укрепление контролировавшая передвижение по Пахнутцевой дороге. Гарнизон сторожи состоял из жителей Кром.
По местным легендам именно на берегах Теребужа жил легендарный разбойник Кудеяр (Кильдеяр) Иванович, сын боярина Марка Толмача времён Ивана Грозного. Кудеяр Иванович сбежал от опалы Ивана Грозного и стал разбойничать на Пахнутцевой дороге. По преданию Кудеяр в конце-концов раскаялся, постригся в монахи и умер в возрасте 80 лет под именем Питирима в Соловецком монастыре. После отхода от дел в районе Теребужа обосновались «кудеяровы дети» — разбойники действовавшие до XVII века.
В 1623 году отряд курских ратников во главе с Василием Торбеевым и Плакидой Темерязевым занял верховья Теребужа с целью дать бой крымским татарам под предводительством Урак-мурзы, которые возвращались после набега. Однако, татарский отряд оказался больше ожидаемого и куряне приняли решение вместо боя преследовать Урак-мурзу, одновременно запросив помощь. Соединившись с отрядом казачьего головы Ивана Анненкова, куряне дали бой татарам в верховьях Сажного Донца и смогли отбить часть православного полона.
В соответствии с данные по ревизии 1782 года на реке Теребуж стояло три водяных мельницы и была гать, поддерживаемая местными жителями.
Во время подготовки Курской битвы в районе реки Теребуж проходил третий (фронтовой) рубеж обороны Центрального фронта, а также располагалась зона 379-го отдельного зенитно-артиллерийского дивизиона, прикрывавшего железную дорогу Курск-Щигры. В лесах окружающих реку был развёрнут госпиталь № 2349.
В 2022 году появилась публикация об обнаружении на берегу Теребужа мха Изотециум лисохвостоподобный (Isothecium alopecuroides) — это эпифитно-литофитный вид, который распространён преимущественно в горных районах.